# 墨魯新波魚
墨魯新波魚（学名：Mesobola moeruensis）为輻鰭魚綱鯉形目鲤科的其中一種，分布於非洲Mweru湖流域，體長可達3.7公分，棲息在中底層水域。

## 扩展阅读
維基物種上的相關：墨魯新波魚